# Giovanni Pietro de Pomis

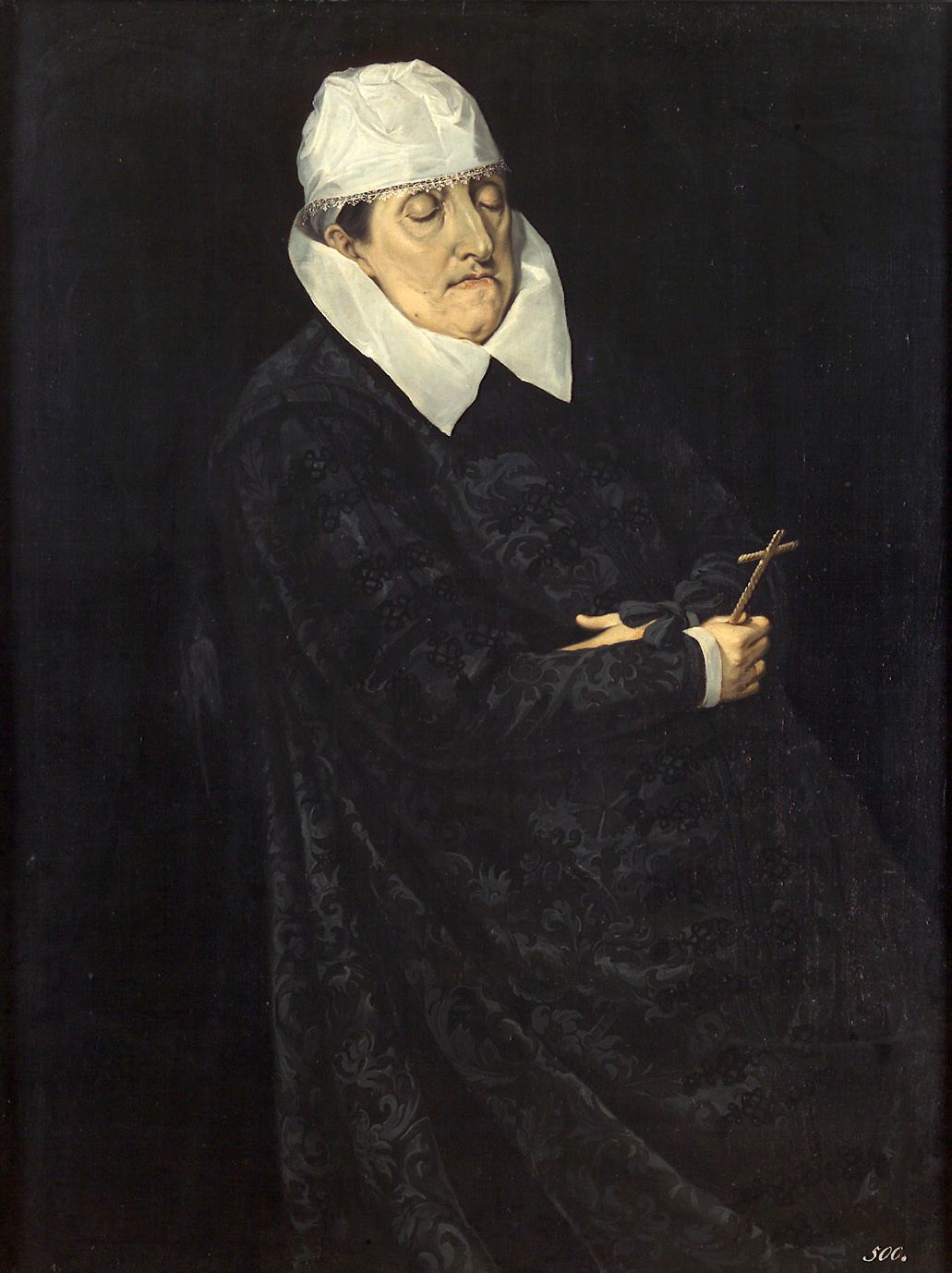
Giovanni Pietro de Pomis: Maria Anna von Bayern (1551–1608), Gemahlin von Karl II. von Innerösterreich, auf dem Totenbett.

Giovanni Pietro de Pomis (* um 1565 (?) oder 1569/70 in Lodi, Lombardei, Italien oder in Brusino Arsizio, Kanton Tessin; † 6. März 1633 in Graz, Steiermark, Österreich) war ein schweiz-italienischer Maler, Medailleur, Architekt und Festungsbaumeister. Er prägte den Stil des Spätmanierismus mit.

## Biografie
Sichere Nachrichten über den Geburtsort und die ersten Lebensjahre fehlen. De Pomis bezeichnete sich später selbst als pictor laudensis (Maler aus Lodi), andererseits ist ein Pietro de Poma mit nachgewiesener Herkunft aus Brusino Arsizio zwischen 1588 und 1593 am Hofe des Erzherzogs Ferdinand II. bezeugt.
De Pomis scheint ein Schüler des Venezianers Jacopo Tintoretto gewesen zu sein. Vor seinem Wirken in Graz war de Pomis von 1588 bis 1595 als Kammermaler bei Erzherzog Ferdinand II. in Tirol angestellt. Am 25. Oktober 1595 ehelichte er Judith Anna Demoyen, die Tochter eines niederländischen Hoftapezierermeisters. Im selben Jahr kam sein Sohn Johannes Baptist und 1596 seine Tochter Elisabeth zur Welt. Mit seiner Ehefrau hatte de Pomis insgesamt 13 Kinder, von denen einige früh verstarben. Die beiden Söhne Johannes Baptist und Johann Nikolaus kamen im Türkenkrieg um.

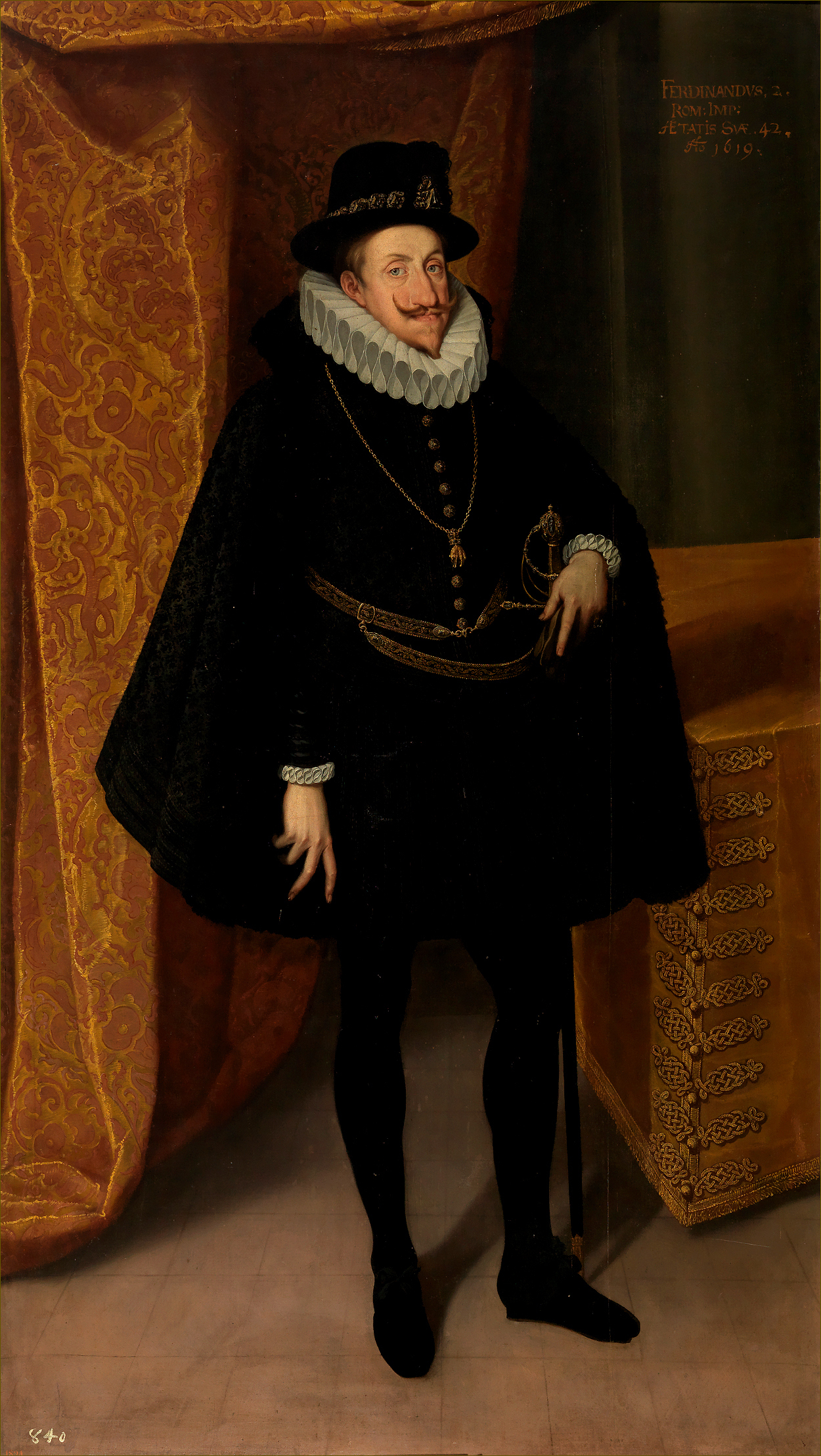
Giovanni Pietro de Pomis: Kaiser Ferdinand II.

Der in Italien geborene Künstler wurde im Jahr 1595 als Hofkünstler unter Erzherzog Ferdinand (später Kaiser Ferdinand II.) in die steirische Landeshauptstadt Graz berufen. Es folgten Reisen mit seinem Gönner nach Rom und Loreto und mit der Erzherzogin Maria nach Spanien. De Pomis schloss in dieser Zeit Bekanntschaft mit seinem späteren Auftraggeber Hans Ulrich von Eggenberg. Im Jahr 1600 erhielt der Künstler ein eigenes Wappen zugesprochen und war 1601 als Militäringenieur in Ferdinands Gefolge in Kanicsa. Neben seiner Tätigkeit als Maler, Medailleur und Architekt war er auch Festungsbaumeister in Görz, Triest, Gradisca und Fiume.
1619 gründete er die Malerkörperschaft in Graz und wurde zum Vorstand derselben gewählt. Ferdinand II. erteilte am 10. Februar 1623 in Regensburg die Bestätigung des Adels, eine Wappenbesserung und die verlieh de Pomis das Adelsprädikat von Treuburg. Die letzten Lebensjahre des Hofkünstlers waren von einer Veruntreuung von Baugeldern (1630) und Unstimmigkeiten mit der Hofkammer geprägt. Der am 6. März 1633 im Alter von 63 Jahren nach längerer Krankheit verstorbene Giovanni Pietro de Pomis wurde in der Grazer Mariahilferkirche beigesetzt. Nach seinem Tod blieben seine Witwe und vier Töchter zurück.

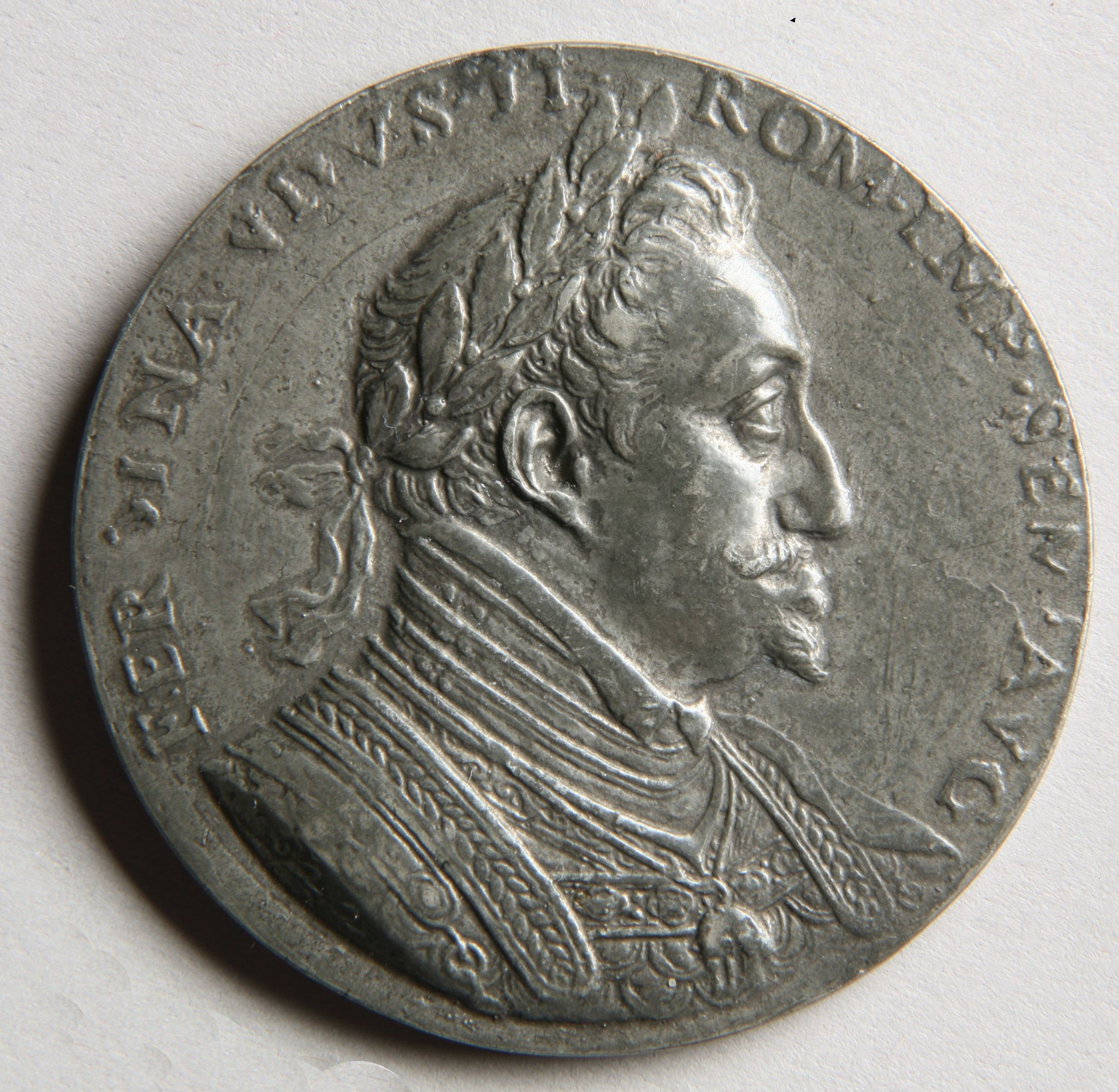
Giovanni Pietro de Pomis: Ferdinand II.

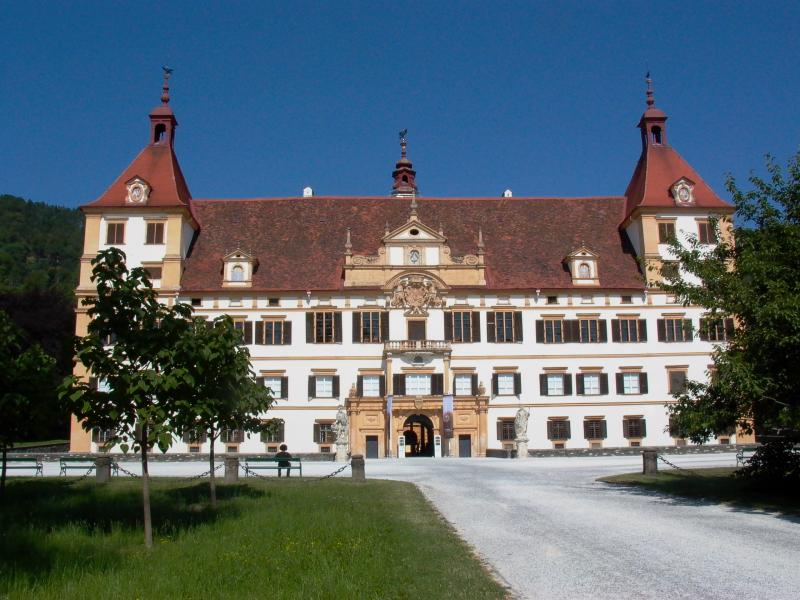
Giovanni Pietro de Pomis: Schloss Eggenberg, Graz, 1625–1631.

## Werke (Auswahl)
Architektur
- Mariahilferkirche (Graz)
- Katharinenkirche und Mausoleum (Graz)
- Schloss Eggenberg (Graz)
- Sakristei im Grazer Dom
- Mausoleum Ehrenhausen für Ruprecht von Eggenberg
- Wallfahrtskirche zum hl. Antonius von Padua in Radmer
- Castello di San Giusto in Triest

Malerei
- Ursprüngliche Bemalung der Fassade des Herzogshofs in Graz
- Altarbilder im Grazer Dom
- Altarblatt der Grazer Antoniuskirche